# إيديث مورلي
إيديث جوليا مورلي (بالانجليزية: Edith Julia Morley) (13 سبتمبر عام 1875 - 18 يناير عام 1964) عالمة أدبية وناشطة حاصلة على رتبة الإمبراطورية البريطانية. كانت المحررة الرئيسية في القرن العشرين لأعمال هنري كراب روبنسون. عملت كأستاذة جامعية للغة الإنجليزية في كلية ريدنغ، المعروفة الآن باسم جامعة ريدنغ، من عام 1908 حتى عام 1940، ما جعلها أول امرأة يتم تعيينها لمنصب في مؤسسة بريطانية على المستوى الجامعي. كانت اشتراكية وعضو في الجمعية الفابية إذ نشطت في العديد من حملات الاقتراع وحصلت على وسام الإمبراطورية البريطانية لجهودها في تنسيق برنامج كلية ريدنغ للاجئين خلال الحرب العالمية الثانية.

## مهنتها
بدأت مورلي التدريس في كلية أوريل في عام 1899، وأخذت دروسًا في فقه اللغة القوطية والجرمانية.
ساهمت الصعوبات التي واجهتها مورلي في الحصول على التعليم في تشكيل آرائها السياسية تجاه الجمعية الفابية التي انضمت إليها في حوالي عام 1908 وأصبحت عضوًا في اللجنة التنفيذية للجمعية في عام 1914. كانت أيضًا مناصرة لحقوق المرأة في أن الزواج والأمومة قد استُخدما لإبعاد النساء عن الحِرف المهنية. في كتابها النساء العاملات في سبع مهن عام 1914، تصف كيف تميل الأكاديميات الخاصة بالنساء إلى الوجود في الأسواق المقيدة مثل الكليات النسائية، ما يخلق حالة من الندرة الاصطناعية التي تضطر النساء في ظلها إلى التنافس ضد بعضهن البعض (بدلًا من التنافس ضد كل من الرجال والنساء) على الموارد القليلة المتاحة.
اشتغلت مورلي بنشاط وإن لم تكن مناصرة للاقتراع. رفضت دفع ضرائبها احتجاجًا على عدم الاقتراع حتى استولت السلطات على بضائعها. رفضت المشاركة في تعداد عام 1911 لنفس السبب وقضت ليلة التعداد وهي تمشي صعودًا وهبوطًا في الشارع الرئيسي في ألدبورغ برفقة إليزابيث غاريت أندرسون.
في عام 1908، تم تعيين مورلي أستاذة اللغة الإنجليزية في جامعة ريدنغ، لتصبح أول امرأة يتم تعيينها لمنصب في مؤسسة على مستوى الجامعات الإنجليزية. واجهت تحيزًا من قِبَل المؤسسات الأكاديمية والأدبية الخاصة بالذكور. بعد تعيينها في منصب أستاذة جامعية، حُرمت من وجود مساعد ذكر لها: أعلنت السلطات أنه لا يُتوقع من أي أكاديمي ذكر أن يعمل تحت إشراف امرأة. بعد أن خاطبت لجنة جمعية اللغة الإنجليزية «على نطاق واسع، بوجهها المتألق واللطيف، حول نظرية تدريس اللغة الإنجليزية وكيفية ممارستها»، علق إيه. سي. برادلي جون بيلي قائلًا: «إنه لأمر مؤسف، إلى جانب كونه غريبًا إلى حد ما، أن الأستاذة المسكينة مورلي لا تستطيع كتابة فقرة من اللغة الإنجليزية المقبولة». شغلت منصب الأستاذ حتى عام 1940، وفي ذلك الوقت أصبحت الكلية تُعرف باسم جامعة ريدنغ. كان تخصصها هو الأدب الإنجليزي، ولسنوات عديدة نشرت بانتظام تقريرًا مطولًا عن المنحة الدراسية الأخيرة في مجالها تحت عنوان «القرن الثامن عشر» في المراجعة الببليوغرافية بعنوان ورقة العمل السنوية في الدراسات الإنجليزية. اشتُهرت أيضًا بسيرتها الذاتية عام 1935 الشاملة للكاتب والمسافر هنري كراب روبنسون، إلى جانب كونها المحرر الأساسي لكتابات روبنسون في القرن العشرين.